# Монте Фигу
Монте Фигу (итал. Monte Figu) је насеље у Италији у округу Карбонија-Иглесијас, региону Сардинија.
Према процени из 2011. у насељу је живело 392 становника. Насеље се налази на надморској висини од 142 м.